# Hook (muzyka)
Hook – konkretny, rytmiczny fragment utworu muzycznego; fraza lub fragment tekstu, która najbardziej przyciąga uwagę słuchacza. Na hook może się składać harmonia wokalna lub instrumentalna. Często zawierają w sobie główny motyw piosenki i w związku z tym jest wyeksponowany, zagrany głośniej. Hooki wykorzystywane są przede wszystkim w gatunkach takich, jak: pop, dance, rock czy hip hop.